# Nosema
Nosema é um gênero de fungos parasitoides.

## Espécies
- Nosema antheraeae, que habitualmente parasita the Chinese oak silkworm Antheraea pernyi
- Nosema apis, que habitualmente parasita honey bees
- Nosema birgii, que habitualmente parasita the chrysomelid beetle Mesoplatys cincta
- Nosema bombi, que habitualmente parasita bumble bees
- Nosema bombycis causes pébrine in silkworms
- Nosema carpocapsae, que habitualmente parasita Laspeyresia molesta (a tortricid moth)
- Nosema ceranae, que habitualmente parasita honey bees
- Nosema chaetocnemae, que habitualmente parasita the chrysomelid beetle Chaetocnema tibialis
- Nosema chrysorrhoeae, que habitualmente parasita the browntail moth Euproctis chrysorrhoea (a lymantrid moth)
- Nosema couilloudi, que habitualmente parasita chrysomelid beetles of genus Nisotra
- Nosema empoascae, que habitualmente parasita the potato leaf-hopper Empoasca fabae (a cicadellid bug)
- Nosema equestris, que habitualmente parasita the chrysomelid beetles Gastrophysa viridula and Leptinotarsa decemlineata
- Nosema fumiferanae, que habitualmente parasita the eastern spruce budworm Choristoneura fumiferana (a tortricid moth)
- Nosema furnacalis, que habitualmente parasita the Asian corn-borer Ostrinia furnacalis (a pyralid moth)
- Nosema galerucellae, que habitualmente parasita the chrysomelid beetle Galerucella luteola
- Nosema gastroideae, que habitualmente parasita the chrysomelid beetle Gastrophysa polygoni
- Nosema granulosis, que habitualmente parasita the crustacean Gammarus duebeni
- Nosema kovacevici
- Nosema leptinotarsae, que habitualmente parasita the Colorado potato beetle Leptinotarsa decemlineata (a chrysomelid beetle)
- Nosema nisotrae, que habitualmente parasita chrysomelid beetles of genus Nisotra
- Nosema oulemae, que habitualmente parasita the chrysomelid beetle Oulema melanopus
- Nosema phyllotretae, que habitualmente parasita the chrysomelid beetles Phyllotreta atra and Phyllotreta undulata
- Nosema polygrammae, que habitualmente parasita the chrysomelid beetle Polygramma undecimlineata
- Nosema portugal, que habitualmente parasita the gypsy moth Lymantria dispar (a lymantrid moth)
- Nosema pyrrhocoridis, que habitualmente parasita the red soldier bug Pyrrhocoris apterus (a pyrrhocorid bug)
- Nosema pyrausta, que habitualmente parasita the European corn-borer Ostrinia nubilalis (a pyralid moth)
- Nosema serbica, que habitualmente parasita the gypsy moth Lymantria dispar (a lymantrid moth)
- Nosema spodopterae, que habitualmente parasita the diamondback moth, Plutella xylostella (a plutellid moth)
- Nosema trichoplusiae, que habitualmente parasita the cabbage looper/tiger moth Trichoplusia ni (a noctuid moth)
- Nosema tyriae, que habitualmente parasita the cinnabar moth Tyria jacobaeae (an arctiid moth)
- Nosema vespula, que habitualmente parasita European wasps
- Nosema locustae, which parasitises locusts, and Nosema grylli, which parasitises crickets, have been transferred to Paranosema, or in the former case Antonospora.
- Nosema algerae, which parasitises anopheline mosquitoes has been transferred to Brachiola. Nosema kingii, which parasitises fruit flies, and Nosema acridophagus, which parasitises grasshoppers, have been transferred to Tubilinosema.